# نان سمرقندی
نان سمرقندی یا توغاچ (قزاقی: тоқаш) نوعی از نان تنوری است که در بسیاری از مناطق آسیای میانه و مناطق اویغورنشین چین پخته و مصرف می‌شود. مصرف نان سمرقندی در ازبکستان، قرقیزستان و قزاقستان رایج است.